# Балашихинское шоссе
Балашихинское шоссе — трасса районного значения на востоке Московской области, на территории городского округа Балашиха, является одной из границ города Балашиха.

## Краткое описание
Балашихинское шоссе начинается на 20-м километре Щёлковского шоссе за пересечением с Акуловским водоканалом Восточной водопроводной станции, в виде ответвления под острым углом с южной стороны Щёлковского шоссе. У начала Балашихинского шоссе справа расположен пост ДПС, а слева — автозаправочная станция. Недалеко, к югу от поста ДПС, в смешанном лесном массиве расположено небольшое озеро Дилёво.
Трасса шоссе проходит через лесной массив, в направлении с запада на восток, несколько отклоняясь к югу. На первой трети трассы имеются два поворота, правый и левый (каждый около 45 градусов), затрудняющие видимость и осложняющие движение.
С южной стороны, в районе остановок общественного транспорта «ДОЗ», к шоссе перпендикулярно примыкает улица Орджоникидзе.
Балашихинское шоссе в двух местах пересекается подъездными железнодорожными путями с нормальной колеёй, начинающимися от станции Балашиха. Западный переезд с путями был ликвидирован в связи со строительством новых жилых кварталов осенью 2010 года. По трассе разобранных рельсовых путей проложили коллекторы к новому микрорайону.
Балашихинское шоссе является границей между микрорайонами города Балашиха (с севера) и Горенским лесопарком (с юга).

## Транспорт
По Балашихинскому шоссе следуют маршруты общественного транспорта, начинающие движение от автовокзала у станции метро «Щёлковская» (Москва).
Автобусы
- № 338 — метро Щёлковская через Балашиху до Железнодорожного.
- № 384 — метро Щёлковская до Автостанции Звездная
- № 395 — метро Щёлковская до 22 микрорайона «Балашиха — Парк»
- № 889 — метро Щёлковская до 15Б микрорайона «Зеленовка»

Маршрутные такси
- № 102 — метро Щёлковская до микрорайона «Новый Свет»
- № 300 — метро Щёлковская до микрорайона Балашиха-3
- № 338 — метро Щёлковская через Балашиху до Железнодорожного
- № 384 — метро Щёлковская до Автостанции Звездная
- № 395 — метро Щёлковская до 22 микрорайона «Балашиха — Парк»
- № 889 — метро Щёлковская до 15Б микрорайона «Зеленовка»

### Остановки
В направлении следования со стороны Москвы (от Щёлковского шоссе):
- Микрорайон Гагарина
- Новые дома
- Лесная (Лесной городок)
- База (только в обратном направлении)
- Микрорайон Авиаторов
- ДОЗ (кроме маршрута № 889)

## Жилищное строительство
С конца 2000-х годов в рамках реализации федеральной целевой программы по обеспечению жильем семей военнослужащих на северо-восточной стороне шоссе ведётся интенсивное строительство нового жилого микрорайона Авиаторов (мкр. 30), первоначально рассчитанного на заселение 24 тысяч человек. Строительный участок под эту застройку входит в состав земельного участка в/ч 13815 (ЧЦП ВВС), все здания и сооружения которой, как и подъездная железнодорожная ветка, подлежат демонтажу. В дальнейшем большая часть возводимых корпусов пошла под коммерческую реализацию, а расчётное число жителей микрорайона было увеличено до 50 тысяч.
В 2011 году микрорайон из 24 домов с площадью жилья порядка 480 тыс. м² начал заселяться. На начало 2012 года осталась нерешённой проблема канализации для удаления бытовых сточных вод. Начавшееся в 2011 году строительство очистных сооружений в квартале Акатово (микрорайон Салтыковка), в Кучинском лесопарке, оказалось лишенным законных оснований.
В 2012 году начато строительство 16А микрорайона (между мкр. Гагарина и мкр. Авиаторов)
Также возводится высотный жилой комплекс в 16 микрорайоне Гагарина.

## Коррупция
В марте 2011 года Мосгорсуд приговорил заместителя начальника филиала Районного управления заказчика капитального строительства (РУЗКС) Министерства обороны полковника запаса Сергея Емелина к семи с половиной годам лишения свободы за получение взятки в особо крупных размерах. В числе прочего ему инкриминировался эпизод с получением взятки в 4,5 млн рублей от генерал-майора Михаила Бековицкого, до 2008 года возглавлявшего Управление по реализации жилищных программ Минобороны. Бековицкий представлял интересы генподрядчиков по застройке микрорайонов в Балашихе и Подольске. От него «За Балашиху» Емелин получил 3,5 млн рублей. При этом генподрядчиком строительства почти полумиллиона квадратных метров жилья в 30-м микрорайоне города является компания «Мортон».

## Транспортные и социальные проблемы
Двухполосное Балашихинское шоссе совершенно не рассчитано на стремительно нарастающую транспортную нагрузку, связанную с бесконтрольной массовой жилой застройкой. 2000-е годы характеризовались резким сокращением числа рабочих мест в Балашихе, связанным с закрытием ряда крупных предприятий (Балашихинской хлопкопрядильной фабрики и др.). Поскольку новые рабочие места в строящихся микрорайонах или поблизости от них практически не создаются, многотысячное население новых жилых массивов начинает активно пользоваться личным и общественным транспортом для ежедневных поездок на работу в Москву, усугубляя и без того серьёзные проблемы.
На 24 000 человек (в действительности уже прогнозируется заселение 50 000), которые будут жить в новом микрорайоне Авиаторов, запланировано открытие школы на 1100 мест и детского сада на 140 мест (в дальнейшем к нему должны прибавиться ещё два — на 140 и 230 мест). Это может частично решить детскую проблему лишь в пределах самого микрорайона, абсолютно не затрагивая катастрофическую ситуацию с местами в детских садах всей Балашихи, когда только очередников насчитывается 7 500, а взятки за устройство ребёнка в садик доходят до 150—200 тысяч рублей.

### Карты
- Балашихинское шоссе
- Карта Балашихинского района с номерами домов — Балашихинское шоссе (листы 13, 14, 15)
- Балашихинское шоссе (начало)
- Балашихинское шоссе (середина)
- Балашихинское шоссе (конец)
- Схема микрорайона Авиаторов (Балашиха)
- 30-й микрорайон (микрорайон Авиаторов) г. Балашихи — Wikimapia
- 16-й микрорайон (микрорайон Опытное-поле) г. Балашихи — Wikimapia
- Зона-вырубки Горенского лесопарка — Wikimapia